# Raye
Rachel Agatha Keen (Tooting, Londen, 24 oktober 1997), bekend onder haar artiestennaam Raye, is een Brits zangeres. Ze is bekend geworden door haar deelname aan de hits By Your Side van Jonas Blue en You Don't Know Me van Jax Jones (2016). Haar debuut-ep Welcome to the Winter kwam uit in 2014. In 2017 had ze in Groot-Brittannië hits met de singles The Line (een 65e positie) en Decline (een 15e positie).

## Biografie

### Jeugd
Rachel Agatha Keen werd geboren in Tooting, Londen als dochter van een Ghanese-Zwitserse moeder en een Engelse vader. Ze verhuisde naar Croydon, waar ze studeerde aan de Woodcote High School. In 2012 startte ze aan de BRIT School, maar twee jaar later beëindigde ze vroegtijdig haar opleiding uit onvrede over de creatieve beperkingen die ze op school ervoer.

### Privé
Ze is een supporter van het Engelse Manchester United.

## Discografie

### Albums
| Album met eventuele hitnotering(en) in de Nederlandse Album Top 100 | Datum van verschijnen | Datum van binnenkomst | Hoogste positie | Aantal weken | Opmerkingen |
| ------------------------------------------------------------------- | --------------------- | --------------------- | --------------- | ------------ | ----------- |
| My 21st Century Blues                                               | 2023                  | 11-02-2023            | 30              | 12           |             |

| Album met hitnotering(en) in de Vlaamse Ultratop 200 albums | Datum van verschijnen | Datum van binnenkomst | Hoogste positie | Aantal weken | Opmerkingen |
| ----------------------------------------------------------- | --------------------- | --------------------- | --------------- | ------------ | ----------- |
| My 21st Century Blues                                       | 2023                  | 11-02-2023            | 38              | 4            |             |

### Singles
| Single met eventuele hitnotering(en) in de Nederlandse Top 40 | Datum van verschijnen | Datum van binnenkomst | Hoogste positie | Aantal weken | Opmerkingen                                                            |
| ------------------------------------------------------------- | --------------------- | --------------------- | --------------- | ------------ | ---------------------------------------------------------------------- |
| By Your Side                                                  | 28-10-2016            | 26-11-2016            | 28              | 7            | met Jonas Blue / Nr. 35 in de Single Top 100                           |
| You Don't Know Me                                             | 09-12-2016            | 28-01-2017            | 6               | 20           | met Jax Jones / Nr. 9 in de Single Top 100                             |
| Stay (Don't Go Away)                                          | 09-05-2019            | 08-06-2019            | 29              | 6            | met David Guetta                                                       |
| Tequila                                                       | 21-02-2020            | 22-02-20              | tip18           | -            | met Jax Jones & Martin Solveig                                         |
| Secrets                                                       | 23-04-2020            | 06-06-2020            | 11              | 17           | met Regard / Nr. 17 in de Single Top 100                               |
| Bed                                                           | 26-02-2021            | 06-03-2021            | 4               | 21           | met Joel Corry & David Guetta / Alarmschijf Nr. 7 in de Single Top 100 |
| I don't want you                                              | 2021                  | 04-09-2021            | tip18           | -            | met Riton                                                              |
| Escapism                                                      | 2022                  | 16-12-2022            | 10              | 14           | met 070 Shake Nr. 4 in de Single Top 100                               |
| Prada                                                         | 2023                  | 26-08-2023            | 2               | 12*          | met Cassö & D-Block Europe / Nr. 1 in de Single Top 100                |
| Mother Nature                                                 | 2023                  | -                     | -               | -            | met Hans Zimmer / Soundtrack Planet Earth III                          |
| Suzanne                                                       | 2025                  | 26-06-2025            | Tip 7           | -            | met Mark Ronson                                                        |

| Single met hitnotering(en) in de Vlaamse Ultratop 50 | Datum van verschijnen | Datum van binnenkomst | Hoogste positie | Aantal weken | Opmerkingen                    |
| ---------------------------------------------------- | --------------------- | --------------------- | --------------- | ------------ | ------------------------------ |
| By Your Side                                         | 28-10-2016            | 21-01-2017            | 45              | 5            | met Jonas Blue                 |
| You Don't Know Me                                    | 09-12-2016            | 28-01-2017            | 2               | 37           | met Jax Jones                  |
| The Line                                             | 2017                  | 24-06-2017            | tip             | -            |                                |
| Decline                                              | 2017                  | 16-12-2017            | tip             | -            | met Mr Eazi                    |
| Cigarette                                            | 2018                  | 17-03-2018            | tip             | -            | met Mabel & Stefflon Don       |
| Crew                                                 | 2018                  | 16-06-2018            | tip             | -            | met Kojo Funds & Ray BLK       |
| Friends                                              | 2018                  | 15-09-2018            | tip             | -            |                                |
| Stay (Don't Go Away)                                 | 09-05-2019            | 18-05-2019            | tip11           | -            | met David Guetta               |
| Love Me Again                                        | 2019                  | 17-08-2019            | tip10           | -            |                                |
| Make It To Heaven                                    | 2019                  | 30-11-2019            | tip29           | -            | met David Guetta & Morten      |
| Tequila                                              | 21-02-2020            | 29-02-20              | tip             | -            | met Jax Jones & Martin Solveig |
| Secrets                                              | 23-04-2020            | 06-06-2020            | 17              | 18           | met Regard                     |
| Natalie Don't                                        | 2020                  | 18-07-2020            | tip             | -            |                                |
| Regardless                                           | 2020                  | 05-12-2020            | tip             | -            | met Rudimental                 |
| Bed                                                  | 26-02-2021            | 10-04-2021            | 9               | 20           | met Joel Corry & David Guetta  |
| Escapism.                                            | 2022                  | 10-12-2022            | 18              | 19           | met 070 Shake                  |
| Prada                                                | 2023                  | 26-08-2023            | 1 (7wk)         | 46*          | met Cassö & D-Block Europe     |
| Suzanne                                              | 2025                  | 26-06-2025            | Tip 7           | -            | met Mark Ronson                |